# Herman Thomas Karsten

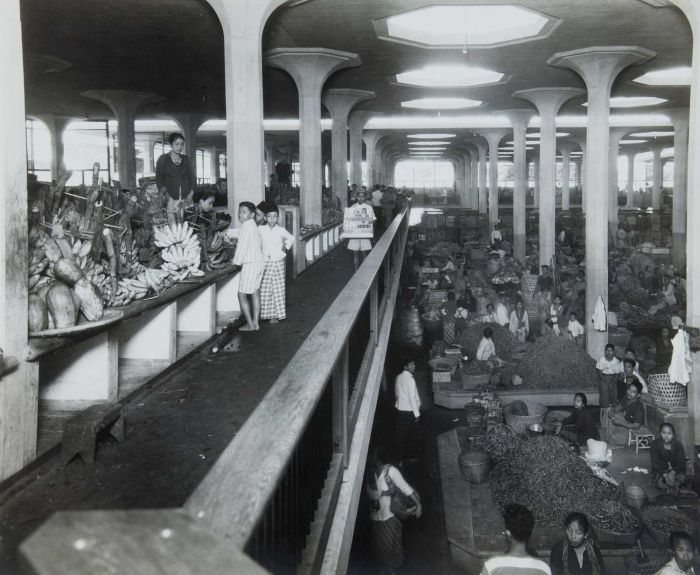
De markthal is een ontwerp van Ir. Herman Thomas Karsten (1884-1945).

Herman Thomas Karsten (Amsterdam, 22 april 1884 - Cimahi, 1945) was een bekend architect en invloedrijk stedenbouwkundige in Nederlands-Indië. Hij heeft in West- en Midden-Java vele gebouwen ontworpen waarvan er vele nog bestaan.
In 1914 vertrok hij naar Nederlands-Indië waar hij gaat werken voor het bureau van Henri Maclaine Pont in Semarang.
Hij werd een stedenbouwkundig adviseur voor de steden Semarang (1916–20, 1936), Buitenzorg (nu Bogor) (1920–23), Madiun (1929), Malang (1930–35), Batavia (Jakarta) (1936–37), Magelang (1937–38), Bandung (1941), alsmede op projectbasis voor Cirebon, Meester Cornelis (nu een deel van Jakarta bekend als Jatinegara), Yogyakarta, Surakarta, Purwokerto, Padang, Medan en Banjarmasin.
In 1931 vestigde hij zich in Bandoeng en vanaf 1941 gaf hij tevens les in stadsplanning aan de Technische Hoogeschool Bandoeng (nu Institut Teknologi Bandung) tot aan zijn gevangenschap door de Japanners. Hij overleeg gedurende zijn detentie in kamp Tjimahi (Centraal Kamphospitaal).
- Gemeinsame Normdatei: 114926859X
- International Standard Name Identifier: 0000 0003 9685 3085
- Nederlandse Thesaurus van Auteursnamen: 07203078X
- Système universitaire de documentation: 203908422
- Union List of Artist Names: 500063033
- Virtual International Authority File: 291863972
- WorldCat: E39PCjqJVGpbjtD8mMKPQhM4C3